# Лабайдин, Александр Фёдорович
Александр Фёдорович Лабайдин (1906—1962) — советский военный инженер, генерал-майор инженерно-технической службы (05.05.1952).
Родился 25.12.1906 в деревне Лонское, ныне Вытегорского района Вологодской области. Член ВКП(б)/КПСС с 1937 г.
Учился на рабфаке Ленинградского педагогического института им. Герцен (1925—1928), 1-2-м курсах Ленинградского политехнического института им. Калинина. С третьего курса был призван в армию.
В ВМФ с 1930. Окончил отделение береговой фортификации факультета морского строительства Военно-инженерной академии РККА им. В. В. Куйбышева (9.1930—5.1935).
- младший инженер отдела инженерных войск (6—7.1935), исполняющий должность начальника объекта Управления начальника военно-строительных работ № 94, начальник участка (7.1935—5.1937), главный инженер (5—9.1937), начальник (9.1937—3.1938) Управления начальника военно-строительных работ № 97 СФ.
- Начальник 3-го отделения 3-го отдела строительного управления ВМФ (3—10.1938), строительного отдела Северного флота (10.1938—2.1940).
- руководитель строительных работ объектов ВМФ в Латвии (1939—1940).
- исполняющий должность главного инженера (2—3.1940), начальник (3.1940—6.1941) 2-го особого строительного отдела, заместитель начальника управления по Западу (6—9.1941) строительного управления ВМФ.
- начальник 1-го отделения (строительных работ) 7-го отдела (производства) (9.1941—3.1942), начальник 7-го (3—6.1942), 8-го (6.1942—8.1944), 6-го (8.1944—4.1945), 7-го (4—7.1945), 9-го (7—9.1945), 7-го (9.1945—5.1946) отделов инженерного управления ВМС.
- начальник строительного управления (5.1946—4.1948), заместитель начальника, он же главный инженер (4.1948—4.1949), заместитель начальника Управления (4—12.1949), начальник Главного Военно-морского строительного управления (12.1949—4.1953), строительного управления (4.1953—1.1955) ВМС.
- начальник Главного Военно-морского строительного управления ВМФ (1.1955—7.1957),
- 1-й заместитель начальника (7.1957—9.1958), начальник (9.1958—4.1959) Главного Военно-строительного управления Министерства обороны.
- в распоряжении заместителя министра обороны по строительству и расквартированию войск (4—5.1959).

Инженер-генерал-майор (27.01.1951); генерал-майор инженерно-технической службы, (05.05.1952).
С мая 1959 в отставке по болезни.
Награждён орденами Ленина (1956), Красного Знамени (1950), Отечественной войны 2-й степени (1945), Трудового Красного Знамени, 2 орденами Красной Звезды (1942, 1945), именным оружием (1956), медалями.
Скоропостижно умер 17.07.1962 в Москве. Похоронен на Новодевичьем кладбище.
Жена — Лабайдина Лидия Тимофеевна (1907—1987).